# Under the Influence
Under the Influence – trzeci album studyjny amerykańskiego zespołu thrash metalowego Overkill wydany 5 lipca 1988 roku przez Megaforce Records.

## Lista utworów
1. "Shred" – 4:05
2. "Never Say Never" – 4:58
3. "Hello from the Gutter" – 4:14
4. "Mad Gone World" – 4:31
5. "Brainfade" – 4:08
6. "Drunken Wisdom" – 6:17
7. "End of the Line" – 7:03
8. "Head First" – 6:02
9. "Overkill (Under the Influence)" – 6:33

Wszystkie utwory zostały napisane przez Blitz'a, D. D. Verni'ego oraz Bobby Gustafson'a.

## Twórcy
- Blitz – Wokal
- Bobby Gustafson – Gitara, Wokal Wspierający
- D.D. Verni – Gitara Basowa, Wokal Wspierający
- Sid Falck – Perkusja